# Ejido de Xicaltepec Otzacatipan
Ejido de Xicaltepec Otzacatipan är en ort i Mexiko.   Den ligger i kommunen Toluca och delstaten Mexiko, i den sydöstra delen av landet, 60 km väster om huvudstaden Mexico City. Ejido de Xicaltepec Otzacatipan ligger 2 605 meter över havet och antalet invånare är 289.
Terrängen runt Ejido de Xicaltepec Otzacatipan är huvudsakligen platt, men söderut är den kuperad. Runt Ejido de Xicaltepec Otzacatipan är det tätbefolkat, med 683 invånare per kvadratkilometer. Närmaste större samhälle är Toluca, 12,4 km söder om Ejido de Xicaltepec Otzacatipan. Trakten runt Ejido de Xicaltepec Otzacatipan består till största delen av jordbruksmark.